# Gustavo Adolfo Muñoz de Bustillo Gallego
Gustavo Adolfo Muñoz de Bustillo Gallego, más conocido como Gustau Muñoz, (Sevilla, 7 de marzo de 1962 - Barcelona, 11 de septiembre de 1978) fue un militante independentista y socialista catalán, miembro de las juventudes del Partido Comunista de España (internacional), asesinado por la policía española a los 16 años. El 20 de marzo de 2021, se estrenó la película documental Gustau, la Transición al descubierto escrita, dirigida, realizada y producida por Jaume Domènech i Barcons a través de la productora Balandra Films con la participación de Televisión de Cataluña, que narra la búsqueda de justicia por parte de la familia de Gustau Muñoz de Bustillo.

## Trayectoria
Muñoz nació el 7 de marzo de 1962 en Sevilla. Hijo de un agente de viajes y de un ama de casa, fue el tercero de cinco hermanos. Más adelante, la familia se trasladó a Barcelona, donde nacieron sus dos últimos hermanos. A los cuatro años entró a estudiar en el colegio de los Salesianos, de donde salió con el graduado escolar y un montón de partidos de hockey sobre patines jugados. Colgados los estudios, Gustau empezó a trabajar de repartidor en un supermercado con quince años. Dejó más tarde ese trabajo para entrar en una agencia de viajes, trabajo que compaginaba con sus estudios de inglés. Algunas de sus aficiones eran la fotografía y, sobre todo, los deportes de montaña. El alpinismo era su gran afición, que compartía con su hermano Marc y un grupo de amistades, ya fuera escalando sobre roca o haciendo alta montaña.
En cuanto a la militancia política, empezó a moverse en el entorno a la CNT. Debido a su trabajo en la agencia de viajes, mantuvo contactos y colaboró esporádicamente con la sección de transportes del sindicato, donde militaba un hermano suyo. Junto a éste, participó en las asambleas y la agitación que precedió a la negociación del convenio colectivo de 1978. También tomó parte activa en las campañas y manifestaciones de apoyo a los presos del caso Scala. La primavera de 1978, Gustau Muñoz, que solía participar en la mayoría de concentraciones donde se cuestionara la legalidad democrática del Estado español, se solidarizó en la calle con las luchas convocadas por asambleas de discapacidades físicas, las huelgas del Profesorado No Numerario y del estudiantado que reclamaba la continuidad de la enseñanza nocturna. También participó en las manifestaciones independentistas, que se organizaban espontáneamente, los domingos por la tarde en la plaza de San Jaime al terminar las sardanas.
Tras varios encuentros con parte de la militancia del PCE(i), decidió formar parte de la organización integrándose en sus juventudes, la Unió de Joventuts Marxistes-Leninistes (UJML), como colaborador y miembro de apoyo a las manifestaciones. Durante los enfrentamientos que hubo en la primera gran manifestación convocada por la Associació d'Amistat i Solidaritat amb el Poble Sahrauí en apoyo al Frente Polisario y al Sáhara Occidental, Muñoz resultó herido de un pelotazo de goma en la frente. Ya en el hospital donde fue atendido, sólo le apreciaron un hematoma que tardó algunos días en desaparecer. Su compromiso político no le apartó de otras actividades como la fotografía o los deportes de montaña, sus dos mayores aficiones. Aunque esto no le hizo olvidar su compromiso político. Un ejemplo evidente, fue la colgada de una pancarta exigiendo la libertad de expresión que llevaba el anagrama de la campaña contra el Consejo de Guerra a Els Joglars por la pieza teatral La Torna. Esta acción fue llevada a cabo en el techo del Monasterio de Montserrat ante la perplejidad y las atentas miradas de numerosos turistas, montañistas, feligreses, benedictinos y algún guardia civil. Tras realizar la acción de protesta logró, junto con sus compañeros, escapar de la detención.

## Asesinato
Por el Día de Cataluña de 1978, diversas organizaciones políticas se movilizaron en Barcelona en manifestación. Una de ellas fue convocada, bajo el lema «Fuera las fuerzas de ocupación», en la plaza de San Jaime por el PCE(i), y posteriormente ilegalizada por el Gobernador Civil. Sin embargo, la movilización salió adelante con la participación de Muñoz, en calidad de militante de la Unión de Juventudes Marxistas-Leninistas (UJML), encargado de apoyar la manifestación como piquete de defensa. Unos 1000 asistentes iniciaron el acto a las 20 h en la calle de Ferran debido al fuerte despliegue policial ante el Palacio de la Generalidad de Cataluña y encararon hacia La Rambla dirección a la Fuente de Canaletas.
El primer incidente con la policía se registró ante Canaletas cuando se descubrió a dos agentes de la Brigada Político-Social, camuflados en medio de la manifestación, que recibieron el ataque de cócteles molotov. Posteriormente, la manifestación continuó su recorrido dando media vuelta a la plaza de Cataluña para descender por La Rambla y terminar en la calle de Ferran. Cuando iba a finalizar del acto, el grueso de manifestantes había aumentado considerablemente, algunos datos apuntan hasta a 2000 asistentes. En el momento en que se llegó a la altura de la calle de Avinyó, la policía empezó a disparar pelotas de goma y botes de humo para disgregar a los manifestantes. Ante las cargas policiales, un piquete de defensa de la manifestación formado por cinco personas respondió con lanzamientos de botellas incendiarias desde la calle Pas de l'Ensenyança y la plaza Sant Miquel. En ese momento, aparecieron policías de paisano pistola en mano con el objetivo de detenerlos, pero no fue posible porque se vieron sorprendidos con más artefactos incendiarios. Los miembros del piquete aprovecharon ese momento para salir por la calle del Pas de l'Ensenyança hacia la calle de Ferran, mientras se escuchaban en la plaza los disparos de arma de fuego. Justo en medio de los alborotos, Muñoz fue abatido delante del Sindicato de Banqueros, en la calle de Ferran, por una bala del calibre 38 que fue disparada a pocos metros de distancia. Un médico, que se encontraba entre los peatones, intentó reanimarlo sin éxito dentro de un portal. Algunos de los manifestantes intentaron avisar a la policía de los hechos para tratar de que suavizaran su actitud beligerante, sin que esto se hiciera efectivo hasta la llegada de la ambulancia que había sido avisada por los presentes. Finalmente, el cadáver del joven fue trasladado al dispensario médico de Pere Camps, donde durante más de dos horas el personal sanitario estuvo sometido a presión policial para que no diera ningún tipo de información, y de allí fue trasladado al Hospital Clínico y Provincial de Barcelona.

## El entierro
La policía quiso seguir interviniendo incluso en su entierro. Con el fin de evitar una politización del acto, deslegitimar la figura de Gustau Muñoz de cara a la opinión pública y desestabilizar al PCE(i), la policía decidió, en primer lugar, que se adelantara el funeral, convocado en principio por la familia para las cuatro de la tarde. Así pues, la policía aconsejó a los familiares, a través de un intermediario, que adelantaran el sepelio para evitar problemas. Todo apunta a que fue el teniente coronel Rubio de la Policía Armada quien ordenó sacar lo más rápido posible el cuerpo del Hospital Clínico y enterrarlo en el Cementerio de Montjuïc antes de la hora prevista. A las doce del mediodía, habiendo rechazado el coche fúnebre, se introdujo el ataúd en una furgoneta y ésta se dirigió hacia el cementerio sin que se diera cuenta a los periodistas ni a las personas que paseaban en pequeños grupos por los alrededores del hospital. Hacia las 2 de la tarde, sin misa a causa de las prisas, el cura dedicó un responso de dos minutos a pie de nicho.
La segunda parte de este entierro obedecía a una estrategia represiva para descabezar definitivamente a un partido comunista que suponía un obstáculo para la Transición española. La policía sabía que, a medida que la gente se fuera enterando de que era ella la que estaba organizando el funeral, desistiría de asistir. Quienes continuarían con el homenaje serían los compañeros de militancia de la Unió de Joventuts Marxistes-Leninistes (UJML) y del PCE(i). Entre las 3 y las 4 de la tarde, los militantes comunistas y anarquistas concentrados ante las puertas del servicio de urgencias del Hospital Clínico se fueron enterando de esta maniobra. La indignación se hizo patente y unas cien personas decidieron dirigirse en manifestación hasta el cementerio. Al llegar el grupo a la plaza de España fue disuelto rápidamente por varias cargas de la policía antidisturbios de manera que únicamente unos pocos llegaron hasta el cementerio. Según testigos que integraban este grupo, la zona estaba tomada por policías con walkie-talkies y prismáticos. Una vez ante el nicho, se rindió un pequeño homenaje con el canto de La Internacional. A medida que los participantes iban saliendo del cementerio, eran detenidos con violencia, introducidos en un autobús y llevados a un solar en el que se contabilizaron unas 30 personas. La mayor parte de ellas fueron sorprendidas por un numeroso dispositivo policial en la parada de autobús de Casa Antúnez. Hubo carreras y se oyeron disparos de pelotas de goma y algún disparo de pistola de fuego efectuado por dos policías de paisano. Posteriormente, fueron trasladados a la comisaría de Via Layetana y de allí, repartidos entre diversas dependencias policiales de Barcelona donde permanecieron incomunicados, sin cargos ni derecho a abogado durante siete días.

## Proceso jurídico
El procedimiento se inició con las Diligencias Previas n.º 2176/78 del Juzgado de Instrucción núm. 6 de Barcelona (luego Sumario 67/79).
- 13 de septiembre de 1978: se realiza la autopsia del cadáver.
- 4 de octubre de 1978: se realiza una diligencia de ampliación de la autopsia.
- 16 de octubre de 1978: la Policía española comunica al Juzgado que el 16 de septiembre envió un informe de los hechos a los Juzgados Centrales de Instrucción de la Audiencia Nacional. Así pues, es la Policía quien decidió que el caso fuera juzgado en ese organismo.
- 19 de octubre de 1978: el Juzgado núm. 6 de Barcelona se inhibió del caso.
- 7 de noviembre de 1978: la Audiencia Nacional devolvio las diligencias al Juzgado de Barcelona por entender que la competencia era de este último.

La Policía española envió a la Audiencia Nacional, de forma conjunta, el atestado por el homicidio y el efectuado por las detenciones en el entierro en un intento de conseguir que la Audiencia Nacional aceptara la competencia de ambos asuntos. De ahí que al inhibirse, los dos atestados aparecieran en las Diligencias del Juzgado núm. 6.
Las investigaciones se llevaron a cabo únicamente en relación con el asesinato y, a tal efecto, se hizo testificar a los policías imputados y a los testigos que acompañaban a Muñoz cuando fue asesinado. Asimismo, se practicaron periciales médicas no sólo en relación a la autopsia sino también sobre la posibilidad de que el joven hubiera podido desplazarse corriendo o caminando después de recibir el impacto de bala.
12 de mayo de 1979: cuando faltaban diligencias propuestas por la acusación particular, el Juzgado decretó la conclusión del Sumario sin procesamiento. Poco después, la Sala 4ª de la Audiencia Nacional revocó la resolución para seguir las investigaciones.
- 19 de enero de 1982: el Juzgado volvió a dar por finalizado el sumario.
- 23 de julio de 1982: la Audiencia Nacional volvió a revocar la conclusión del caso.
- Septiembre de 1983: nuevamente se concluyó el Sumario y ante la Audiencia Nacional se solicitó el procesamiento del policía que disparó en la plaza Sant Miquel, ya que tratándose de un único imputado, la Audiencia podía procesarlo.
- 13 de octubre de 1983: la Sala 4ª de la Audiencia Nacional denegó la petición de procesamiento acordando el sobreseimiento provisional de la causa.
- 28 de octubre de 2018: la familia de Muñoz presentó una querella en el Consulado de Argentina de Barcelona a fin de que la magistrada María Servini, que instruye los crímenes del franquismo desde Buenos Aires, identificara a los culpables y pidiera su extradición, dado que se reconoce que un asesinato cometido en democracia puede incorporarse a la etapa previa si los cuerpos represores han continuado siendo los mismos.[10]

## Reconocimientos
- El 20 de marzo de 2021, se estrenó la película documental Gustau, la Transición al descubierto escrita, dirigida, realizada y producida por Jaume Domènech i Barcons a través de la productora Balandra Films con la participación de Televisión de Cataluña, que narra la búsqueda de justicia por parte de la familia de Gustau Muñoz de Bustillo.[5] La película ha recibido varios premios internacionales.[11]
- En el lugar donde Muñoz fue asesinado, hay una placa conmemorativa que el Ayuntamiento de Barcelona se ha comprometido a mantener.[12]